# Морланд, Оскар
Оскар Чарльз Морланд (англ. Oscar Charles Morland; 23.03.1904 — 20.05.1980) — британский дипломат.
Обучался в кембриджском Королевском колледже.
В 1953—1956 годах посол Великобритании в Индонезии.
В 1959—1963 годах посол Великобритании в Японии.
С 1959 года — рыцарь-командор ордена Святого Михаила и Святого Георгия.
С 1932 года был женат на Элис Линдли, дочери Фрэнсиса Линдли.